# Hidrocefalie

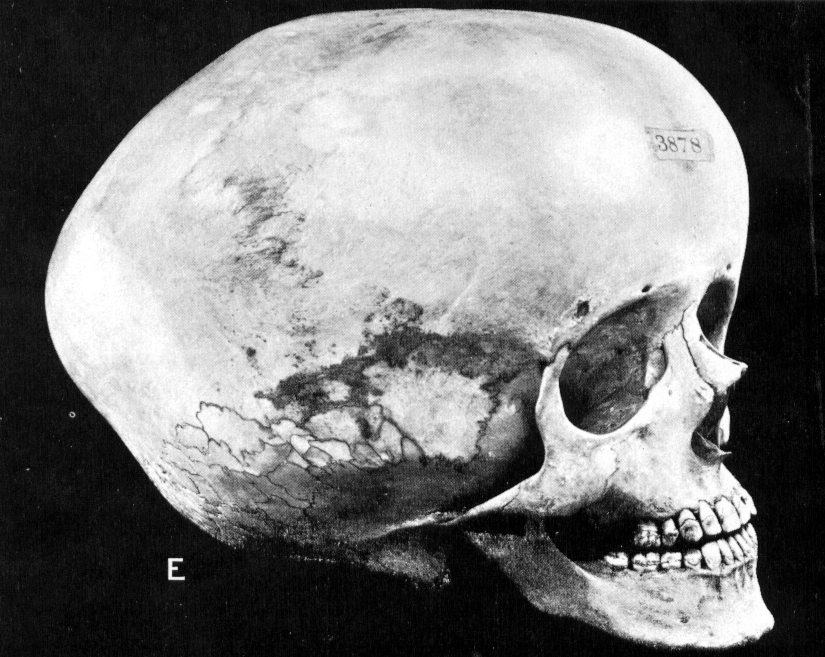
Craniu hidrocefalic

Hidrocefalia este acumularea anormală de lichid cefalorahidian (LCR) în cavitățile creierului determinată de anomalii de circulație sau de reabsorbție sau, mai rar, datorită unei produceri excesive de lichid cefalorahidian.
Termenul „hidrocefalie” provine din două cuvinte grecești care înseamnă „apă în cap”. De fapt, „apa” este LCR, un lichid clar care este produs în permanență în cavitățile, sau ventriculii, din interiorul creierului. El trece de la un ventricul la celălalt (patru la număr) prin căi înguste, apoi circulă în jurul suprafeței creierului – o parte din el merge de asemenea și în măduva spinării – și este absorbit înapoi în circuitul sanguin. Absorbția are loc prin vene specializate din interiorul craniului care au o suprafață asemănătoare unei site. Deși mult mai lentă decât circulația sângelui, circulația LCR necesită producerea, circulația și reabsorbția sa în mod constant.
Hidrocefalia poate apărea fie când se produce o cantitate prea mare de LCR (foarte rar), fie când acesta este împiedicat să circule sau să fie reabsorbit – cauzele cele mai des întâlnite. Deoarece în aceste circumstanțe LCR este produs în permanență în cavitățile cerebrale însă nu poate ieși din acestea, el se acumulează și duce la creșterea presiunii din interiorul creierului. Ventriculii se dilată, iar țesutul cranian este comprimat. Oasele craniului la nou-născuți și sugari nu sunt unite ca în cealaltă parte a vieții, iar presiunea determină creșterea dimensiunilor craniului. Totuși este important să precizăm că hidrocefalia poate apare și la copii mai mari sau la adulți, când oasele capului sunt fixate și capul nu poate crește în dimensiuni.

## Cauze
O multitudine de cauze pot duce la apariția hidrocefaliei. Foarte rar se poate datora unei anomalii genetice, caz în care pot fi afectați și alți membri ai familiei. Cele mai des întâlnite sunt cauzele non-genetice. La nou-născuții care se nasc cu hidrocefalie se spune că ea este congenitală, aceasta însemnând, pur și simplu, că este prezentă la naștere și nu că este ereditară. În cazul hidrocefaliei congenitale cauza reală este de obicei imposibil de determinat dar se presupune că se datorează unor evenimente care au avut loc în timpul dezvoltării bebelușului înainte de naștere, cum ar fi o deteriorare în alimentare cu sânge în locul respectiv sau o infecție. O cauză cunoscută a hidrocefaliei congenitale, însă foarte rară, este toxoplasmoza, agentul patogen fiind transmis de la animale sau din consumul cărnii insuficient gătite. Deși majoritatea adulților au fost deja infectați și au devenit imuni, femeile însărcinate neimunizate pot căpăta această infecție. În această situație fătul este expus riscului de a contracta boala în uter și de a dezvolta anomalii cerebrale (calcificări, hidrocefalie) și oculare (corioretinită). Cu aproape 25 de ani în urmă, cea mai des întâlnită formă de hidrocefalie era cea asociată cu spina bifidă. Cel puțin 80%-90% din cei care au spină bifidă au un anumit tip de hidrocefalie, deși nu întotdeauna necesită tratament. În acest caz, interferența cu fluxul LCR se datorează anomaliilor din structura creierului în spatele capului care apar într-o etapă timpurie a sarcinii. Aceasta se numește adesea malformația Arnold-Chiari.
În ultimii ani, s-au născut cu mult mai puțini copii cu spină bifidă, iar cel mai mare număr de cazuri cu hidrocefalie la o vârstă fragedă apare la bebelușii născuți prematur, uneori datorită bolilor materne sau fumatului. Dar chiar și bebelușii foarte mici pot supraviețui la ora actuală, dar funcțiile lor vitale, care în mod normal sunt îngrijite în timpul sarcinii de către mamă, trebuie controlate artificial. Schimbări rapide și inevitabile ale presiunii arteriale pot duce la sângerări în creier, iar sângele din această hemoragie blochează sistemul de absorbție de tip sită a LCR ducând la hidrocefalie post-hemoragică. Hemoragia în creierul adulților (atacul cerebral) este similară și poate duce de asemenea la hidrocefalie în cazul celor ce supraviețuiesc. Leziunile la cap pot avea uneori același efect.
Un alt mod prin care pot fi blocate căile LCR este prin reziduuri și puroi din infecțiile acute ale membranelor care înconjoară creierului (meningită). Aceasta poată apărea la bebelușii care erau sănătoși înainte, dacă sunt destul de ghinioniști să contracteze o infecție gravă în sânge imediat după naștere, dar i se poate întâmpla oricui, la orice vârstă. Din fericire, meningita nu este des întâlnită, și una din cauzele majore, hemofilia, a fost redusă considerabil de către introducerea vaccinului HIB. Vaccinul este disponibil pentru alt tip de meningită, meningococus C (dar încă nu și pentru tipul B). Studenților de la colegiu și celor de la universitate li se oferă vaccinul tip C. Hidrocefalia nu este un motiv pentru a refuza vaccinarea, dar dacă aveți îndoieli consultați un medic.
Alte tipuri de hidrocefalie se pot datora obstrucției cauzate de chisturi în ventriculi. Chisturile Dandy-Walker, care blochează cel de-al patrulea ventricul, situat la baza creierului, sunt un exemplu al acestor dilatări. Tumorile craniene pot bloca curgerea LCR, fie prin volumul lor, fie prin dilatarea creierului. La adulți, blocajul uneia din căile care face legătura între ventriculi (stenoza de apeduct) poate duce la instalarea hidrocefaliei.